# Cambio Cup
Cambio Cup är en prestigefylld tävlingsserie för kartingklassen KZ2. Cambio Cup består av 5 deltävlingar med två finaler i varje tävling. Man får dock räkna bort sina två sämsta resultat i slutändan. Sista deltävlingen körs vanligtvis i Linköping på Sverige Cupen. I samband med sista tävlingen arrangeras också alltid en avslutningsfest för samtliga förare som deltagit.
Cambio Cup-organisationen drivs helt utan vinstintresse, vilket betyder att alla pengar som betalas i startavgift (700 kr för hela serien, 200 kr för enskild tävling) går oavkortat tillbaka till förarna genom priser och avslutningsfesten i Linköping.
Ordet Cambio är det italienska ordet för växel och eftersom KZ2 är den enda växlade klassen så fick namnet bli Cambio Cup.

## Slutresultat
| År   | 1:a                  | 2:a                  | 3:a             |
| ---- | -------------------- | -------------------- | --------------- |
| 2000 | Stefan Olsson        | John Stambeck        | Stefan Karlsson |
| 2001 | Håkan Jansson        | Rickard Bengtsson    | Stefan Olsson   |
| 2002 | Alexander Haegermark | Stefan Olsson        | Håkan Jansson   |
| 2003 | Stefan Olsson        | Alexander Haegermark | Mattias Ekman   |
| 2004 | Mattias Ekman        | Alexander Haegermark | David Söderlund |
| 2005 | Mattias Ekman        | David Söderlund      | Stefan Olsson   |
| 2006 | Ola Nilsson          | Mattias Ekman        | David Söderlund |
| 2007 | Mattias Ekman        | Ola Nilsson          | Johan Amtner    |
| 2008 | David Söderlund      | Marcus Jansson       | Emil Persson    |

## Årets Rookie
| År   | 1:a               |
| ---- | ----------------- |
| 2003 | Mattias Ekman     |
| 2004 | Ola Nilsson       |
| 2005 | Martin Ekström    |
| 2006 | Mattias Stålknapp |
| 2007 | Kevin Engman      |
| 2008 | Joel Johansson    |